# Halifax Metro Centre
Halifax Metro Centre é uma arena multi-uso localizado em Halifax, Canadá.